# 伊藤ヨタロウ
伊藤 ヨタロウ（いとう ヨタロウ、1956年2月1日 - ）は、東京都出身の音楽家、俳優、付随音楽作曲家、音楽プロデューサー。東流会レーベル（MIDI）主宰。メトロファルスのリーダー・ボーカリスト。旧名は伊藤 与太郎。A型。

## 経歴
渋谷のロック喫茶店BYGや風都市でのアルバイトを経て、はちみつぱいおよび初期ムーンライダーズの実質的なローディーを務める。1970年代後半に木原浩と共にロックバンド「ホットランディング」（名付け親はムーンライダーズの岡田徹）を結成し、ムーンライダーズのオープニングアクトやライブのバックコーラス、やまがたすみこのバックバンドなどを務める。その後、チャーリー、ライオン・メリィ、光永"GUN"巌、白井良明が加入し、鈴木慶一プロデュースでデモテープを制作するが、1980年に解散。
1981年、前述のホットランディングを母体にロックバンド「メトロファルス」を結成し、1982年にKitchenレコードから20cmEP「SAKAMOGI SONG」を発表し、レコード。デビュー。以降、メンバー交代を繰り返しながらインディーズとメジャーのレコード会社を渡り歩く。
メトロファルスでの活動のほか、1998年には濱田理恵と「ホーカシャン」というユニット、2008年には「ヨタロウ with メトローマンスホテル」名義で作品を発表。
メトロファルス解散後は「ヨタロウバンド」や今堀恒雄との「オトコンテ」にてライブ活動を継続する。2016年、毎年開催している「東京流れ者会」にて初のソロアルバムを発表。
演劇・舞台との関わりも深く、鈴木勝秀がかつて主催していた演劇集団「ZAZOUS THEATER」の舞台（『Thirst』、『シープス』、『銀龍草』、『Loony』、『Lynx』等）に出演。その他、大人計画の松尾スズキ演出作品をはじめとし、音楽監督・作曲も手がける。音楽監督を務めた作品としては、松尾スズキ演出『キレイ』、『ニンゲンご破産』。ケラリーノ・サンドロヴィッチ作品『カメレオンズ・リップ』、『労働者M』。蜷川幸雄演出の『道元の冒険』『たいこどんどん』など。
俳優としては、前記の「ZAZOUS THEATER」の舞台ほか、鈴木勝秀演出の『ファントム』『７DOORS～青ひげ公の城』、『キレイ』等に出演している。その唯一無二なキャラクターと存在感により若手演劇界からの客演依頼も多い。

## アルバム
- ホーカシャン『薔薇より赤い心臓の歌』（1998年11月18日）
- ヨタロウ with メトローマンスホテル『Porca Miseria!』（2008年5月5日）
- 伊藤ヨタロウ ソロアルバム『Blessing in disguise』[2]（2016年2月）
- オトコンテ『OTOKONTE』（2016年2月）

## プロデュース作品
- 「グループ魂」（宮藤官九郎バンドのデビューCD）等

## 音楽監督
演劇
- キレイ （松尾スズキ脚本・演出、主演・奥菜恵）
- 人間御破産 （松尾スズキ脚本・演出、主演・中村勘九郎）
- 労働者M （ケラリーノ・サンドロヴィッチ演出、主演・小泉今日子）
- 道元の冒険 （井上ひさし脚本、蜷川幸雄、主演・阿部寛、栗山千明）
- たいこどんどん（井上ひさし作・蜷川幸雄演出、中村橋之助主演）
- 桜姫 （長塚圭史作・串田和美演出）
- 他に阿佐ヶ谷スパイダース作品 （長塚圭史脚本・演出）

映画
- 身も心も （1997年、荒井晴彦監督）
- ユメ十夜・第六夜 （2007年、松尾スズキ監督）

## 演劇・映画・テレビ出演

### 演劇
- 『Thirst』、Zazou Theater、1991年
- 『シープス』、同
- 『銀龍草』、同
- 『Loony』、同
- 『CB』、同
- 『Lynx』、2004年
- 『7DOORS～青ひげ公の城』2012年（SUGOZO、水夏希主演）
- 『キレイ』2000年、2005年、2014年：松尾スズキ作・演出：音楽監督を兼任。奥菜恵・南果歩主演の初演から鈴木蘭々＆高岡早紀の再演、多部未華子＆田畑智子の再再演にて「カミ」の役を演じた。白い三つ揃いで、二部冒頭ではヒロイン・キレイの夢の中の夢幻的なソロ歌唱を披露。
- 『ファントム』大沢たかお主演:主役ファントムの実の父親にして、オペラ座の前支配人・キャリエールゲラールという重要なの役どころ。「ファントム、お前は私の心の闇なのだ」と語り、父と子の情愛を演じた。
- 『喇叭道中音栗毛（らっぱどうちゅうおとくりげ）』劇団鹿殺し　2014年春
- 『コクーン歌舞伎・三人吉三』2014年　中村勘九郎と七之助、尾上松也主演　（串田和美演出）
- 『ゴーゴーボーイズ　ゴーゴーヘブン』2016年　松尾スズキ作・演出：劇中歌並びに義太夫節的なナレーション、音楽も担当
- 『スカラベ』風煉ダンス  2016年
- 『まつろわぬ民2017』風煉ダンス  2017年[3]
- 『室温～夜の音楽～』2022年[4]

### 映画
- ビリィ★ザ★キッドの新しい夜明け（1986年山川直人監督　三上博史主演）
- やわらかい生活（2006年廣木隆一監督　寺島しのぶ　豊川悦司主演）

### TV
- 演歌なアイツは夜ごと不条理な夢を見る：冷泉羊太郎役。竹中直人、阿部サダヲ等が出演。
- 怪奇恋愛作戦 第7話（2015年2月21日、テレビ東京） - 謎の店主 役

### ビデオ
- ギニーピッグ4 ピーターの悪魔の女医さん（原生大便の声）

### ドラマCD
- かまいたちの夜2 監獄島のわらべ唄 オリジナルストーリードラマ - 菱田キヨ、正岡慎太郎 役（二役）

## 著書
- サエキけんぞう・鈴木博文・伊藤ヨタロウ（共著）『東京百景』日本放送出版協会、1994年。ISBN 978-4140051986
  - NHKBS『小説実験室』番組用の書き下ろし小説を書籍化。「東京」をテーマに3人のミュージシャンが書いた小説集。
  - 文筆活動においては、江戸への造詣に特色がある。